# Pierrot mon ami
Pour les articles homonymes, voir Pierrot mon ami (homonymie).
 (avril 2025).
Si vous disposez d'ouvrages ou d'articles de référence ou si vous connaissez des sites web de qualité traitant du thème abordé ici, merci de compléter l'article en donnant les références utiles à sa vérifiabilité et en les liant à la section « Notes et références ».
Pierrot mon ami est un roman de Raymond Queneau publié en 1942 aux éditions Gallimard.

## Résumé
Pierrot, jeune garçon pauvre et distrait portant des lunettes, se fait engager comme employé à l'Uni-Park, une fête foraine de Paris. Il travaille au Palais de la Rigolade, où il est chargé de maintenir les femmes sur un courant d'air, pour le bonheur de quelques « philosophes », qui viennent en réalité se rincer l'œil. Une bagarre éclate lorsque le compagnon d'une de ces infortunées maintient sa jupe, privant les « philosophes » de leur spectacle. Pierrot et ses deux acolytes, Petit Pouce et Paradis, libérés de leur emploi pour la soirée, se dirigent alors vers les auto-tamponneuses. Petit Pouce et Paradis trouvent rapidement des jeunes filles seules, tandis que Pierrot se dirige vers le stand d'une mitrailleuse, un des rares stands où il y a peu de monde. Tout en parlant à celle qui tient le stand, il tente de la séduire, et l'invite aux auto-tamponneuses. Celle-ci accepte son invitation, tous deux se retrouvent dans l'une des autos, lorsque soudain un homme vient les en déloger. Il provoque Pierrot, et le menace. Celui-ci profite d'un moment d'inattention du personnage pour pousser dans ses jambes une auto-tamponneuse, dans laquelle l'homme atterrit les quatre fers en l'air, sous la risée générale. Cependant Pierrot ne se doute pas que cet homme n'est autre que Monsieur Pradonet, le propriétaire de l'Uni-Park. Impossible pour lui d'espérer trouver à nouveau un emploi ici… Il se retrouve ensuite pris dans un imbroglio concernant entre autres Pradonet, le directeur de l'Uni-Park, Mounnezergues, le gardien d'une chapelle où est enterré un prince poldève ainsi qu'Yvonne, la fille de Pradonet, dont il est désespérément amoureux.

## Personnages
- Pierrot, jeune employé parisien très distrait.
- Pradonet, directeur de l'Uni-Park.
- Léonie Prouillot, maîtresse de Pradonet.
- Crouïa-Bey (Robert Mouilleminche), fakir engagé à l'Uni-Park.
- Yvonne Pradonet, fille de Pradonet.
- Arthème Mounnezergues,  gardien de la chapelle du prince Luigi.

## Citations
« Une sorte de courant d'air l'avait [Pierrot] déporté loin de ces rencontres hasardeuses où la vie ne voulait pas l'attacher. C'était un des épisodes de sa vie les plus ronds, les plus complets, les plus autonomes, et quand il y pensait avec toute l'attention voulue (ce qui lui arrivait d'ailleurs rarement), il voyait bien comment tous les éléments qui le constituaient auraient pu se lier en une aventure qui se serait développée sur le plan du mystère pour se résoudre ensuite comme un problème d'algèbre où il y a autant d'équations que d'inconnues, et comment il n'en avait pas été ainsi, --il voyait le roman que cela aurait pu faire, un roman policier avec un crime, un coupable et un détective, et les engrènements voulus entre les différentes aspérités de la démonstration, et il voyait le roman que cela avait fait, un roman si dépouillé d'artifice qu'il n'était point possible de savoir s'il y avait une énigme à résoudre ou s'il n'y en avait pas, un roman où tout aurait pu s'enchaîner suivant des plans de police, et, en fait, parfaitement dégarni de tous les plaisirs que provoque le spectacle, une activité de cet ordre. »

— Raymond Queneau, Pierrot mon ami

## Quelques sources du roman
- Le Luna Park de la porte Maillot, parc d’attractions qui fermera en 1948.
- Les « Poldèves », héros d’un  célèbre canular datant de 1929 : le prince Luigi appartient à cette nation imaginaire.
- Ferdinand-Philippe d’Orléans (prince français et non « poldève », fils du roi Louis-Philippe) mourut en 1842 dans un accident de circulation et comme le prince Luigi a sa chapelle commémorative dans le quartier, la chapelle Saint-Ferdinand qui deviendra l’église Notre-Dame-de-Compassion de Paris après son déplacement en 1974.

## Adaptation à la télévision
- 1979 : Pierrot mon ami, téléfilm français de François Leterrier, avec Jacques Dutronc dans le rôle de Pierrot.